# Ellen Brody
Ellen Sheperd, coniugata Brody, è un personaggio immaginario, creato da Peter Benchley nel 1974 per il romanzo Lo squalo da cui è stato tratto il film Lo squalo diretto da Steven Spielberg. 
Moglie del capo della polizia Martin Brody, Ellen è madre di Michael e Sean ed è inizialmente casalinga, mentre nel secondo film assume il ruolo di guida turistica per l'isola di Amity. Nel romanzo ha una relazione extraconiugale con Matt Hooper, biologo marino odiato da Martin, mentre nel film questo particolare è stato eliminato. Negli adattamenti cinematografici il personaggio compare, oltre che nel film originale, anche nei sequel Lo squalo 2 e Lo squalo 4 - La vendetta interpretata dall'attrice Lorraine Gary.

## Biografia del personaggio

### Lo squalo(1975)
Ellen Brody e il marito Martin Brody si sono da poco trasferiti coi figli piccoli Michael e Sean da New York ad Amity, nel New England, dove Martin lavora come capo della polizia, mentre Ellen è casalinga e si occupa a tempo pieno della famiglia. Durante l'estate 1974 si trovano ad affrontare la loro prima esperienza estiva all'isola, e Martin incomincia a seguire il caso di alcune persone uccise in acqua. Si scoprirà che la causa di tali morti è un grosso squalo che aggredirà diversi bagnanti, e causerà anche un forte shock a Michael, il quale si ritroverà faccia a faccia con l'animale. 
Nel romanzo (da cui è tratto il film) l'ittiologo Matt Hooper ha avuto una relazione con lei, e per questo lei e suo marito Martin litigheranno spesso fino al punto di pensare al divorzio. Alla fine i due partiranno insieme con il cacciatore di squali Quint per uccidere l'animale, lasciando Ellen molto preoccupata per la sorte del marito. Tuttavia alla fine, solo Martin riuscirà a uccidere lo squalo e a tornare a casa sano e salvo, mentre Hooper e Quint verranno divorati vivi dall'animale.
Al contrario, nel film Ellen e Hooper non si conoscono, e quest'ultimo si salva alla fine insieme con Martin.

### Lo squalo 2(1978)
Quattro anni dopo gli eventi del primo film, Ellen lavora come guida turistica per Len Peterson, un imprenditore locale che Martin detesta. La famiglia Brody si ritroverà presto alle prese con un altro enorme squalo che alla fine attaccherà i suoi stessi figli e i loro amici, durante una gita in barca a vela. Ellen sarà inoltre l'unica a sostenere Martin quando nessuno gli crederà riguardo alla presenza di un altro squalo nelle spiagge di Amity, cosa che lo porterà a essere perfino licenziato. Alla fine sarà proprio Martin a salvare i suoi figli dall'attacco dello squalo e riportarli a casa sani e salvi.
In origine, il capo della Universal Sidney Sheinberg, marito di Lorraine Gary, suggerì che il personaggio di Ellen avrebbe potuto accompagnare Martin alla ricerca dei suoi figli nella parte finale del film, ma il produttore Richard D. Zanuck si oppose all'idea.

### Lo squalo 3(1983)
Qui Ellen non compare assolutamente, benché il film è in realtà un "fuori serie" (infatti è assente ogni attore degli altri 3 capitoli). Viene solo citata qualche volta dal figlio Michael, il vero protagonista della pellicola.

### Lo squalo 4 - la vendetta(1987)
Fu lo stesso Sid Sheinberg a consigliare a Lorraine Gary di riprendere il ruolo della moglie di Martin Brody, essendosi lei già ritirata dal cinema nel 1979. Infatti Lo squalo 4 - La vendetta fu l'ultimo film interpretato dalla Gary quando il suo ritiro divenne definitivo.
L'ultimo film è ambientato nel Natale del 1986: Ellen, vedova di Martin morto per un infarto quattro anni prima, vive a Amity con suo figlio Sean, il quale ha seguito le orme di suo padre entrando in polizia. Tuttavia nelle scene iniziali del film Sean viene ucciso per mano di un grosso squalo durante una riparazione notturna in mare. Sconvolta Ellen, decide di partire con Michael e la sua famiglia per le Bahamas, dove quest'ultimo lavora, per riprendersi dallo shock. Ben presto, tuttavia Ellen comincia a sviluppare un'ossessione per lo squalo, simile a quella del marito nel secondo film, credendo che l'animale sia tornato per uccidere il resto della sua famiglia. Nel frattempo ritrova anche l'amore con il pilota Hoagie, al quale confessa le sue preoccupazioni; nel romanzo di Hank Searls, viene lasciato intendere che la persecuzione dello squalo sia opera di uno sciamano Vodoo che ha una faida con la famiglia Brody. L'animale infatti la seguirà fino alle Bahamas, e compirà vari attacchi sia a Michael sia a sua figlia Thea; quest'ultimo assalto viene visto da Ellen sotto i suoi occhi, decidendo quindi di uccidere lei stessa lo squalo, venendo poi raggiunta da Michael e Hoagie, con l'aiuto dei quali riuscirà a ucciderlo. Alla fine Ellen torna a Amity con Hoagie, dopo aver superato i suoi demoni.

## Concezione e sviluppo
Steven Spielberg per il ruolo di Ellen Brody ingaggiò subito Lorraine Gary, moglie dell'allora capo della Universal Sidney Sheinberg. La Gary fu la prima attrice assunta del cast, e complessivamente sarà l'attrice più presente nella saga poiché comparirà in tutti i sequel, con l'eccezione de Lo squalo 3 poiché i protagonisti sono i figli Michael e Sean. Tuttavia lei e il marito vengono più volte menzionati.
Nel film, a differenza del romanzo, Ellen non ha una relazione con Matt Hooper, biologo marino che si unirà a suo marito Martin e a Quint per uccidere lo squalo nella seconda parte del film. Questo perché Spielberg decise di non compromettere il rapporto tra i protagonisti durante la caccia allo squalo. Tuttavia il personaggio conserva molte delle caratteristiche del libro di Peter Benchley: è una donna semplice, forte, molto amorevole verso i figli e suo marito, nonostante la relazione con Hooper, che tuttavia nel libro cesserà alla fine quando Hooper e Quint moriranno durante la caccia allo squalo e Martin sarà l'unico a salvarsi, tornando vittorioso dalla sua famiglia.
Il personaggio compare anche nei romanzi di Hank Searls Lo squalo 2 e Lo squalo: la vendetta, tratti dalla sceneggiatura del secondo e quarto sequel: nel primo continua a supportare il marito quando nessuno gli crede sulla presenza di un altro squalo nell'isola di Amity, mentre nell'ultimo romanzo è lei stessa la protagonista che, vedova di Martin, tenta di riprendersi dopo che suo figlio Sean viene ucciso da un grosso squalo. In questo romanzo Ellen svilupperà una forte ossessione per l'animale, convincendosi che egli sia tornato per uccidere il resto della famiglia Brody e supponendo che la sua famiglia sia oggetto di una maledizione da parte di uno sciamano Vodoo che avendo una faida con Martin usa lo squalo come mezzo per perseguitare la sua famiglia.